# Potentilla gracilis
Espèce
Classification APG II (2003)
La Potentille grêle (Potentilla gracilis) est une espèce de plantes à fleurs de la famille des Rosaceae. C'est une potentille qui pousse naturellement en Amérique du Nord (États-Unis, Canada).